# Melitta Sollmann
Melitta Sollmann (ur. 20 sierpnia 1958 w Gocie) – niemiecka saneczkarka reprezentująca NRD, srebrna medalistka igrzysk olimpijskich, trzykrotna medalistka mistrzostw świata i Europy.
Na igrzyskach olimpijskich w Lake Placid w 1980 roku zdobyła srebrny medal. Ponadto na MŚ w Königssee (1979) oraz MŚ w Hammarstrand (1981) zdobywała złote medale, a podczas  MŚ w Lake Placid (1983) zdobyła srebro. Na mistrzostwach Europy wywalczyła trzy medale. W 1979 i 1980 zdobywała tytuł mistrzyni Europy. W swoim dorobku ma również brąz wywalczony w 1982. W sezonie 1982/1983 zajęła trzecie miejsce w klasyfikacji generalnej Pucharu Świata.